# Tenochtitlán (Veracruz)
Tenochtitlán es una localidad del estado mexicano de Veracruz. Es cabecera del municipio de Tenochtitlán.

## Demografía
| Censo | Población |
| ----- | --------- |
| 1900  | 536       |
| 1910  | 779       |
| 1921  | 840       |
| 1930  | 876       |
| 1940  | 1 070     |
| 1950  | 610       |
| 1960  | 891       |
| 1970  | 1 110     |
| 1980  | 2 234     |
| 1990  | 2 008     |
| 1995  | 1 886     |
| 2000  | 1 981     |
| 2005  | 1 810     |
| 2010  | 1 911     |
| 2020  | 1 985     |